# Kingston upon Hull
Pour les articles homonymes, voir Kingston et Hull.
Kingston upon Hull (littéralement : « La ville du roi sur le Hull »), communément dénommée Hull, est une ville anglaise. C'est une autorité unitaire depuis 1997. Limitée au sud par la Humber, elle est entourée à l'ouest, au nord et à l'est par l'autorité unitaire de Yorkshire de l'Est. Hull fait également partie du comté cérémonial de Yorkshire de l'Est (composé des deux autorités unitaires de Yorkshire de l'Est et de Kingston upon Hull).
En 2014, la ville compte 257 710 habitants. Elle a le statut de cité depuis 1897.

## Géographie
Elle est située sur la côte dans le Nord-Est de l'Angleterre, le long de l'estuaire Humber qui recueille quelques kilomètres en aval les rivières Trent et Ouse du Yorkshire. La rivière Hull traverse la ville jusqu'à l'estuaire et donne son nom à la ville.

## Climat
La ville présente un climat océanique (Köppen : Cfb).

## Histoire

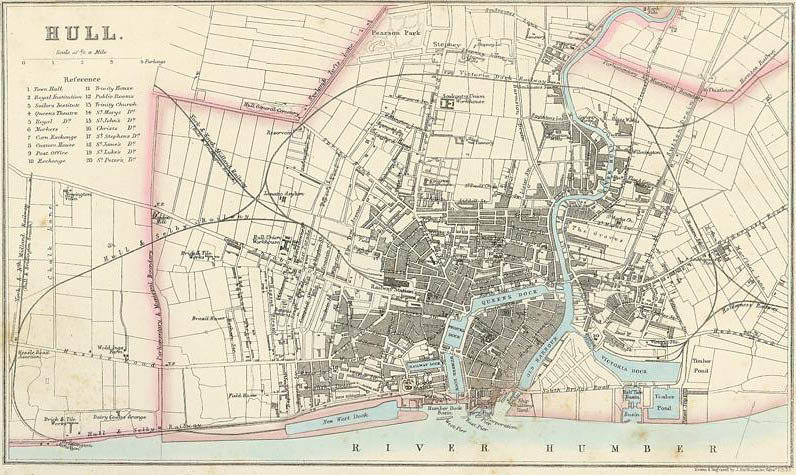
Hull en 1866.

La ville prend son nom du fait de son développement par le roi Édouard Ier à partir de 1293 et à partir de 1304 elle envoie des membres (équivalent à des députés) au parlement d'Angleterre, puis de la Grande-Bretagne et du Royaume-Uni.
Dans la nuit du 21 au 22 octobre 1904, des chalutiers de ce port, qui pêchaient sur le Dogger Bank, sont attaqués par la marine impériale russe qui est en route vers le désastre de la bataille de Tsushima. L'incident fut par la suite appelé Incident du Dogger Bank ou Incident de Hull.
La ville est très violemment bombardée par la Luftwaffe pendant la Seconde Guerre mondiale. Après la destruction des docks et du centre-ville durant le Hull Blitz (en) de 1941, Hull est reconstruit dans un style austère. Les ruines du National Picture Theatre, un cinéma bombardé dans la guerre, ont été préservées comme un monument classé.
La 2e DB est stationnée autour de Hull de mai à fin juillet 1944.
La ville dépendait jadis du Yorkshire mais elle constitue depuis 1997, avec ses alentours, un comté cérémonial dénommé Yorkshire de l'Est.

## Communications
Hull est la seule ville au Royaume-Uni ayant un service téléphonique indépendant du groupe BT. Le service est géré par la compagnie KCOM fondée en 1902 (commencement d'exploitation en 1904). Les cabines téléphoniques de la ville sont de couleur crème et non rouge.

## Sports
Le sport dans la ville inclut le football, le rugby à XIII, le golf, les fléchettes, l'athlétisme et les sports nautiques.

### Football
Le club professionnel de football est Hull City qui évolue en deuxième division anglaise après avoir évolué en Premier League de nombreuses années. Il évolue au KCOM Stadium. Il y a deux autres clubs : Hall Road Rangers et Hull United.

### Rugby à XIII
Hull est également une ville de rugby à XIII et compte deux équipes dans le championnat professionnel de Super League. Hull FC évolue au KC Stadium tandis que Hull KR évolue au New Craven Park, et sont donc séparés par la rivière Hull. Leurs rencontres sont appelées les « derbys de Hull » et sont un évènement annuel. Ces deux clubs comptent à leur palmarès de nombreux titres de Championnats et de Challenge Cup.

## Jumelages
- Pologne : Szczecin ;
- Sierra Leone : Freetown ;
- Japon : Niigata ;
- États-Unis : Raleigh ;
- Islande : Reykjavik ;
- Pays-Bas : Rotterdam.

## Personnalités liées à la commune
- The Beautiful South et The Housemartins groupes de musique.
- Everything but the Girl groupe de musique.
- COUM Transmissions, devenu plus tard Throbbing Gristle, groupes de musique et collectifs d'art expérimental.
- Eva Crackles (1918 - 2007), botaniste anglaise.
- Peter Dinsdale (né en 1960 à Manchester) est un incendiaire et un tueur en série, responsable d'une série d'incendies ayant tué 26 personnes entre 1973 et 1980.
- Herbert Dingle (1890 - 1978) est un physicien et philosophe des sciences britannique.
- Elsa Gidlow (1898-1986), écrivaine canado-américaine.
- George William Gray (1926 - 2013) professeur de chimie organique qui a joué un rôle déterminant dans le développement des matériaux ayant permis la création d'écrans à cristaux liquides.
- Amy Johnson (1903 - 1941) aviatrice pionnière anglaise.
- Philip Larkin (1922 - 1985) est un poète et un romancier. Se trouve une statue de lui dans la gare de Hull, courant comme s'il est à l'hâte pour son train !
- Maureen Lipman (née en 1946) est une actrice anglaise née à Hull.
- William de la Pole, mort en 1366, premier maire de la ville.
- John Prescott (né le 31 mai 1938) est un homme politique britannique, membre du Parti travailliste.
- Mick Ronson (1946 - 1993) guitariste de rock britannique, principalement connu pour sa collaboration avec David Bowie et Lou Reed (Transformer)
- Clive Sullivan (1943 - 1985), joueur international de rugby à XIII.
- John Venn  (1834 – 1923) est un mathématicien et logicien britannique.
- William Wilberforce (1759 - 1833) homme politique et philanthrope britannique qui fut l'un des meneurs du mouvement abolitionniste.
- Dean Windass (né en 1969 à Hull) est un joueur de football de nationalité britannique.
- Sean McAllister (né en 1965 à Hull) est un réalisateur de documentaires.

## Illustrations

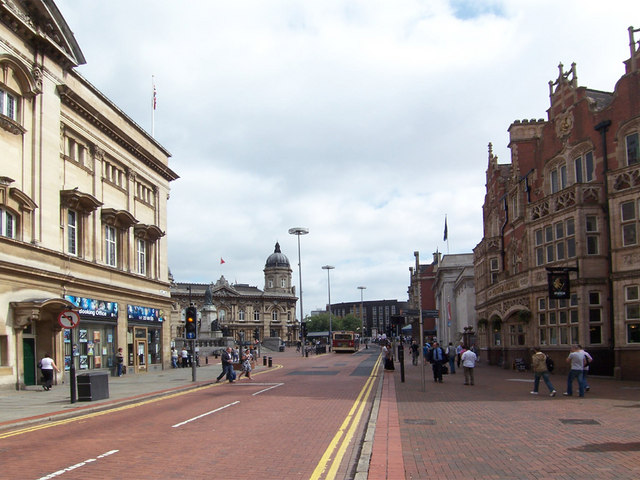
Centre-ville de Hull City.
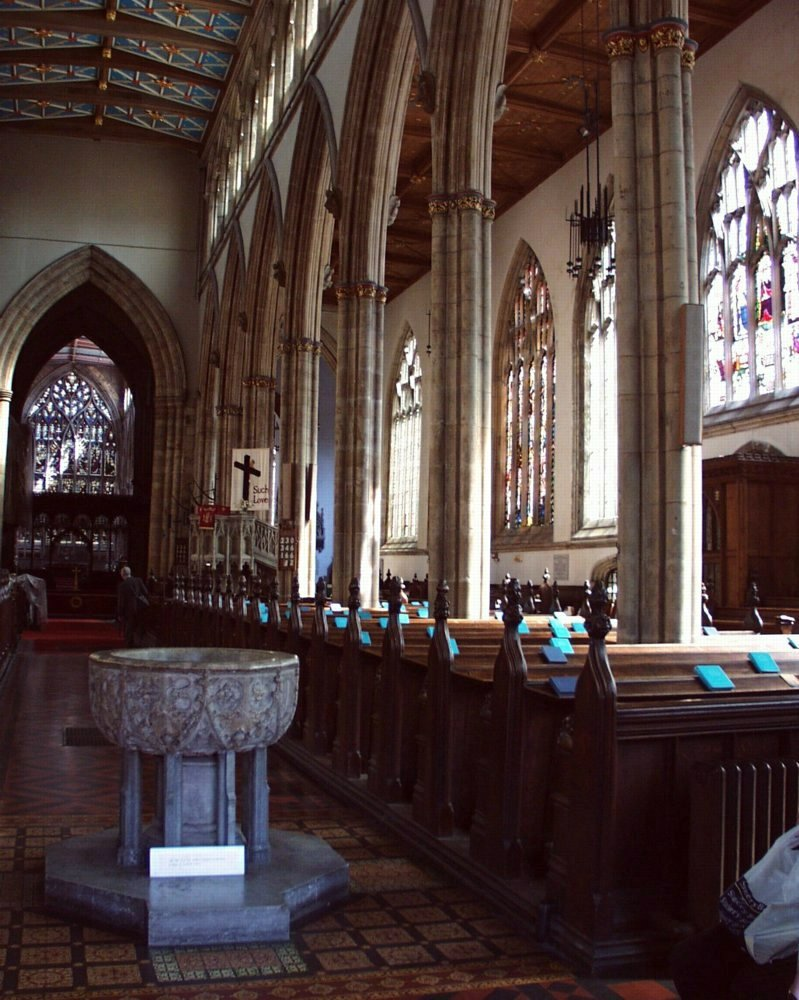
La Holy Trinity Church de Hull.
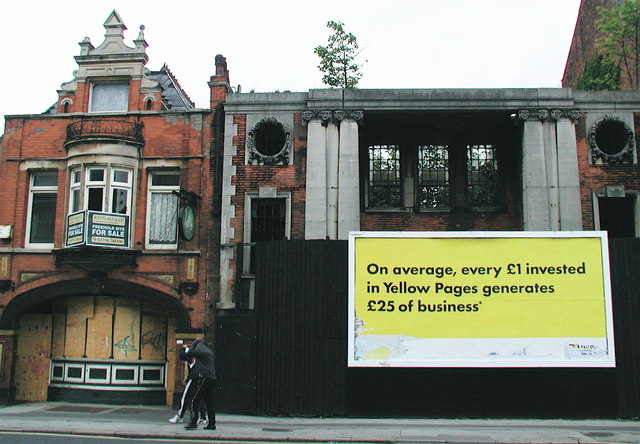
Le National Picture Theatre, bombardé en 1941 et laissé en ruines.
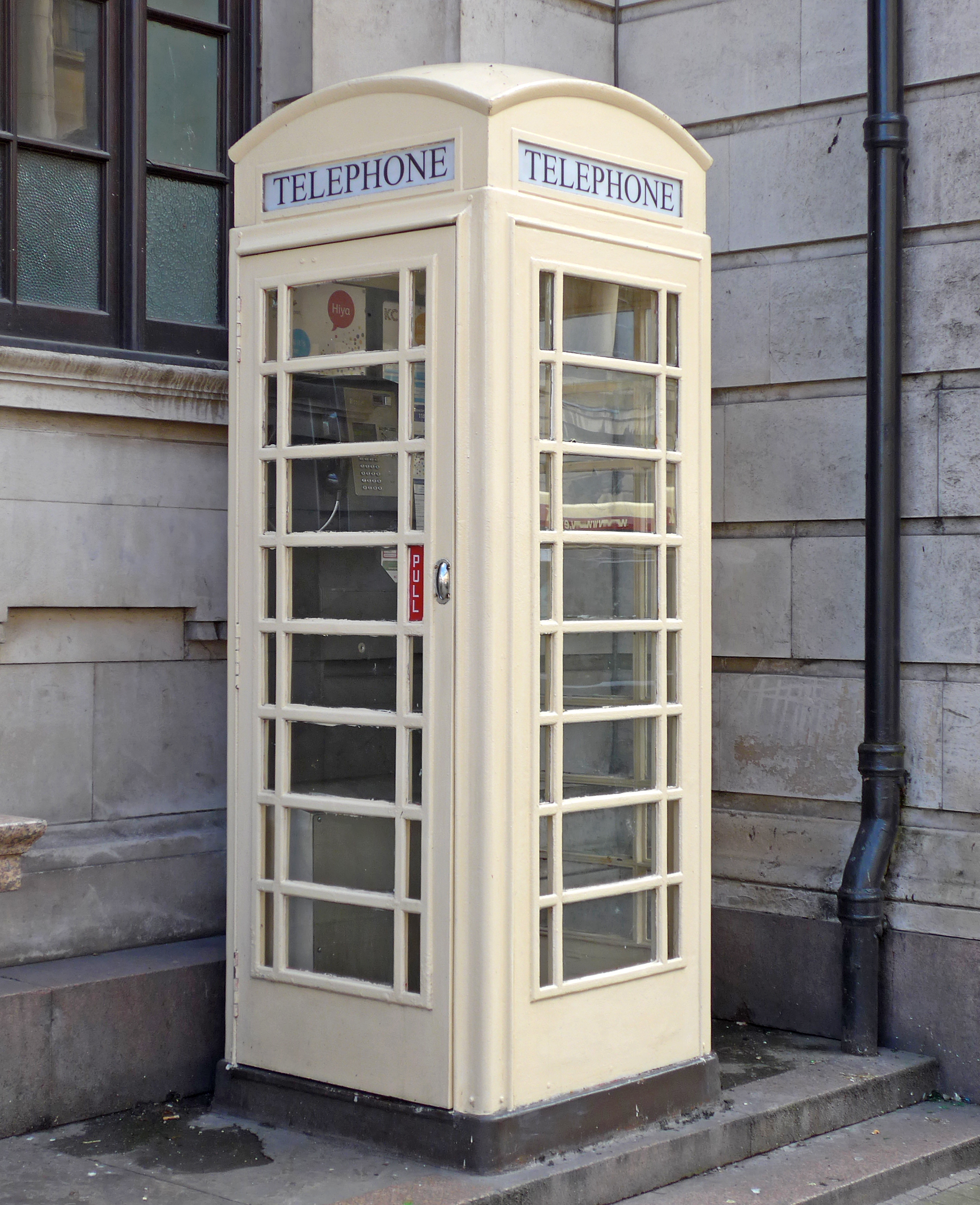
Cabine téléphonique de KCOM.
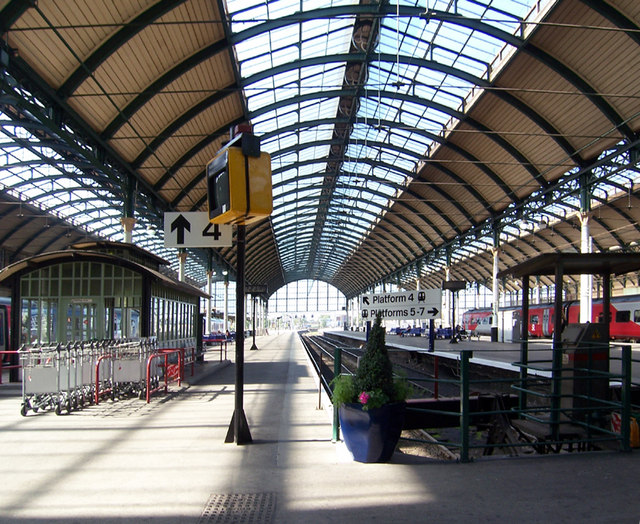
La gare de Hull Paragon Interchange.